# Phase One (Album)
Phase One ist ein Jazzalbum des Art Ensemble of Chicago. Die  im Februar 1971 in Paris entstandenen Aufnahmen erschienen 1971 in Frankreich auf America Records, in Japan auf Nippon Columbia und in den Vereinigten Staaten auf Prestige Records.

## Hintergrund
Das Album Phase One schließt die umfangreiche Reihe von Alben ab, die das Art Ensemble während seines zweijährigen Aufenthalts in Frankreich aufgenommen hatte, beginnend mit A Jackson in Your House im Juni 1969. Die nächsten Aufnahmen der Gruppen sollten ein Jahr später nach ihrer Rückkehr in die USA mit dem Doppelalbum Live at Mandel Hall (1974) entstehen.

## Titelliste
- Art Ensemble of Chicago: Phase One (America Records 30 AM 6116, Prestige 10064, Trio YS-2621MU)[2]

1. Ohnedaruth (J. Jarman) 21:30
2. Lebert Aaly  – Dedication to Albert Ayler (J. Jarman, L. Bowie, M. Favors, R. Mitchell) 20:56

## Rezeption
Thom Jurek verlieh dem Album in Allmusic vier Sterne und schrieb, im Jahre 1971 konnte das Art Ensemble of Chicago durch regelmäßiges Spielen und Aufnehmen tief in die Ästhetik ihrer Great Black Music eintauchen und nicht nur die Grenzen des Free Jazz erkunden, sondern auch die komplexen Anforderungen afrikanischer Folk-Formen in der Improvisation. Dynamik sei nun für die Gruppe zu einer vorherrschenden Methodik geworden, ebenso wie das Zusammenspiel der Texturen, und nirgends seien diese offensichtlicher als auf Phase One. Dies sei eine der am wenigsten bekannten Aufnahmen des AEC, aber auch eine ihrer beständigsten und ein wahrer Höhepunkt aus ihrer Pariser Zeit.